# Ибрахим ибн Ильяс
Ибрахим ибн Ильяс — саманидский правитель Герата (856—867), сын Ильяса ибн Асада.

## Биография
После смерти своего отца в 856 году Ибрагим получил контроль над городом Герат. Впоследствии он стал военачальником Тахиридского губернатора Хорасана Мухаммада ибн Тахира. Ибрахим был послан Мухаммедом на битву с выскочкой Саффаридом Якубом ибн Лейсом в 867 году. Потерпев поражение под Пушангом, он посоветовал Мухаммеду пойти на компромисс с Саффаридами. Однако конфликт между двумя сторонами продолжался, и в конце концов Ибрахим был схвачен Саффаридами в Нишапуре и отправлен в Систан. Тахириды взяли на себя прямой контроль над Гератом.